# Comtat d'Orange (Nova York)
El comtat d'Orange de Nova York  (en anglès: Orange County, New York) és un comtat administratiu localitzat a l'estat de Nova York als Estats Units. És al nord de l'àrea metropolitana de la ciutat de Nova York, a la vall del riu Hudson. La seu del comtat d'Orange és la vila de Goshen i la ciutat més poblada és Newburgh. El nom d'Orange és en honor del rei britànic Guillem III d'Orange. El comtat va ser fundat l'any 1683. Segons el cens del 2000 tenia 341.367 habitants. Al comtat d'Orange hi ha la coneguda acadèmia militar de West Point.

## Geografia
El comtat d'Orange és al sud-est del l'estat de Nova York, directament al nord de Nova Jersey i al nord-oest de la ciutat de Nova York confronta amb els rius Hudson i Delaware. Es troba just on acaba la Gran Vall de les muntanyes Apalatxianes. El punt més alt és la muntanya Schunemunk a 507 msnm i el més baix a nivell del mar a la vora del riu Hudson. La seva superfície és 2.173 km² (el 2,7% són d'aigua). Compta amb l'aeroport internacional de Stewart a 3 km a l'oest de Newburgh. Hi ha ferrocarril i línies d'autobusos. Podeu veure una relació d'entitats de població del comtat al final de l'article.

### Comtats adjacents
- Comtat d'Ulster, Nova York - nord
- Comtat de Dutchess, Nova York – nord-est
- Comtat de Putnam, Nova York - est
- Comtat de Rockland, Nova York – sud-oest
- Comtat de Passaic, Nova Jersey - sud
- Comtat de Sussex, Nova Jersey - sud
- Comtat de Pike (Pennsilvània) – sud-oest
- Comtat de Sullivan, Nova York – nord-oest

## Galeria fotogràfica

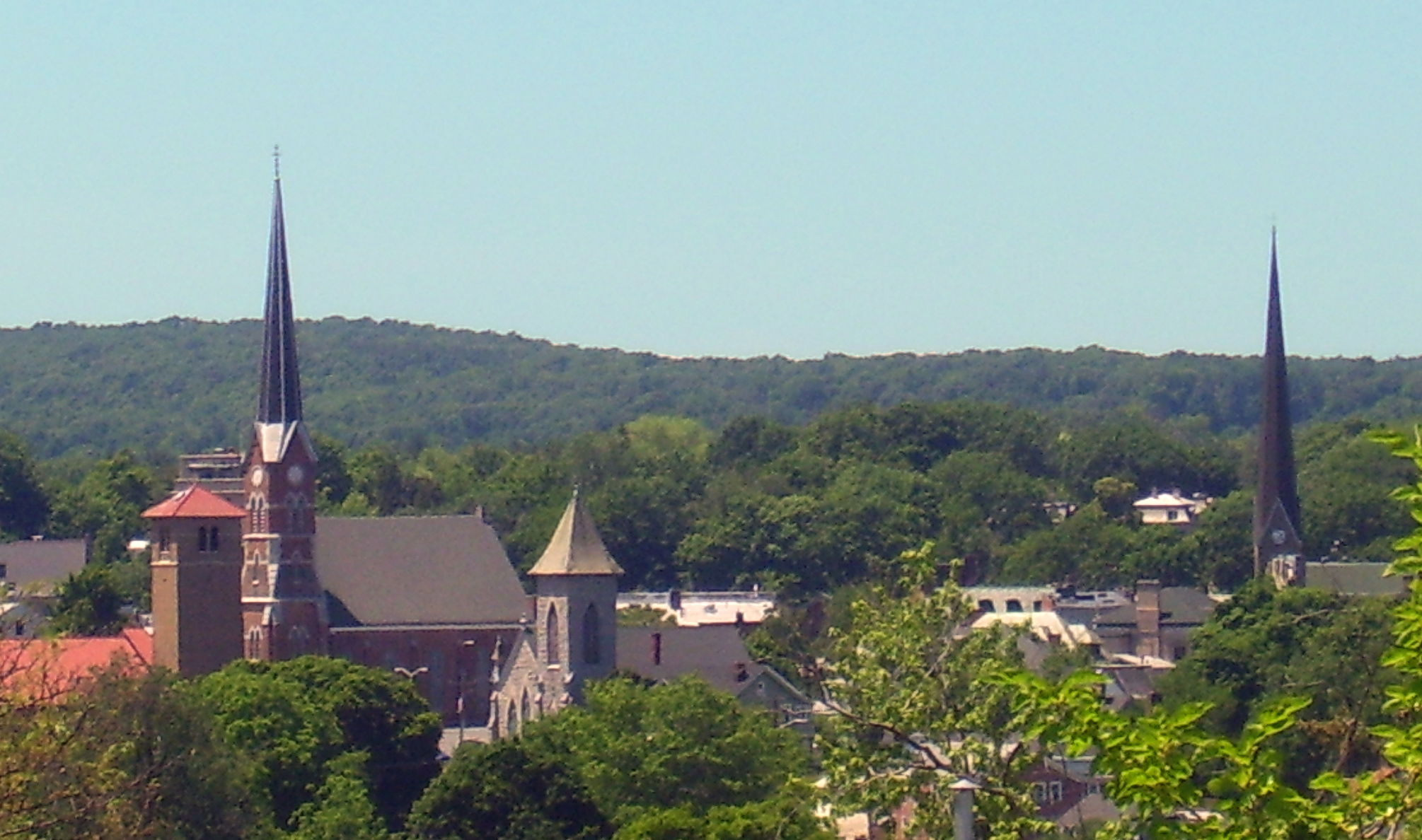
Middletown
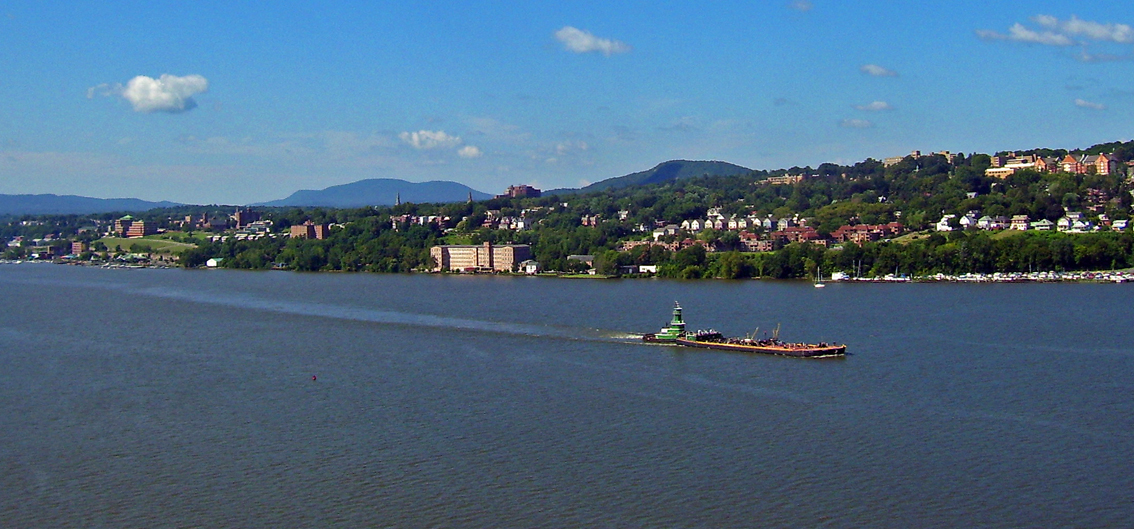
Newburgh
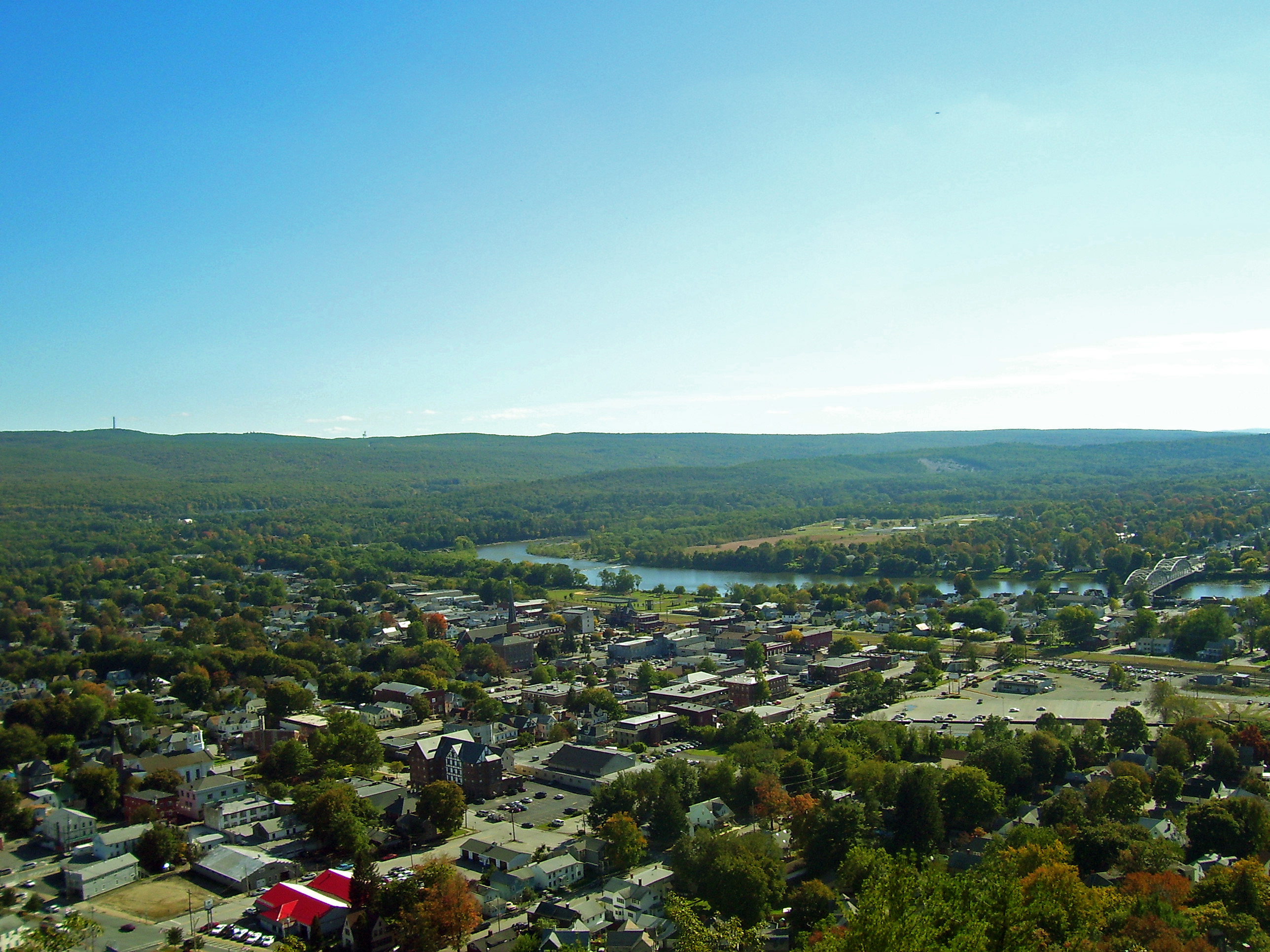
Port Jervis
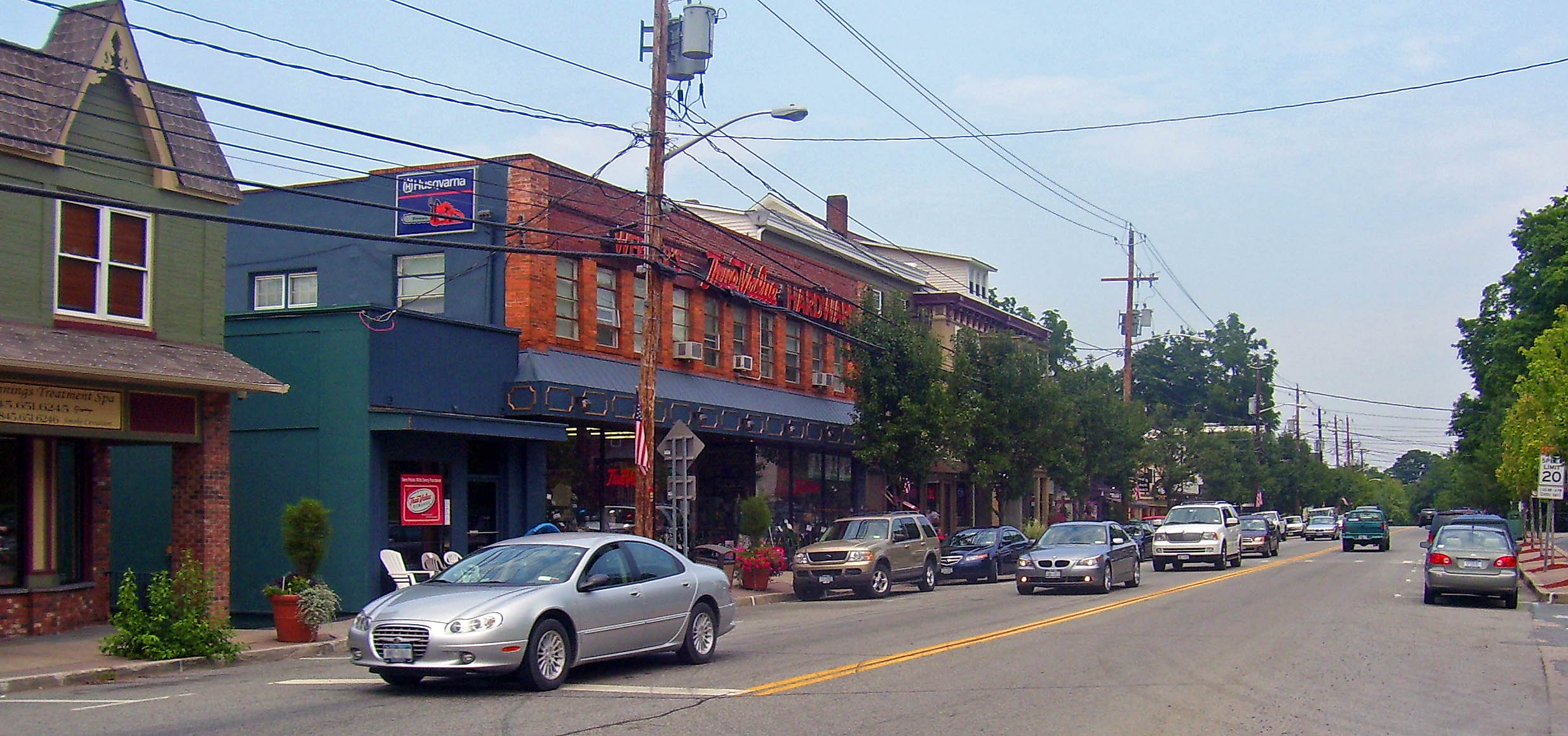
Florida
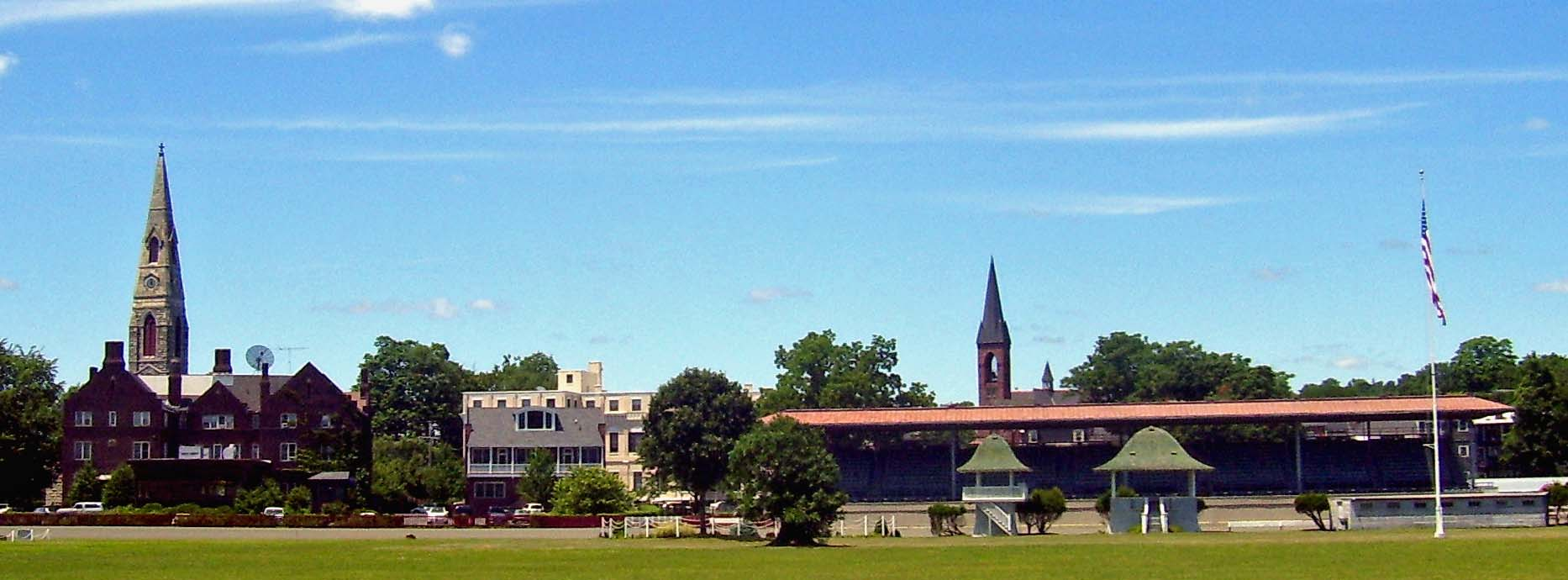
Goshen
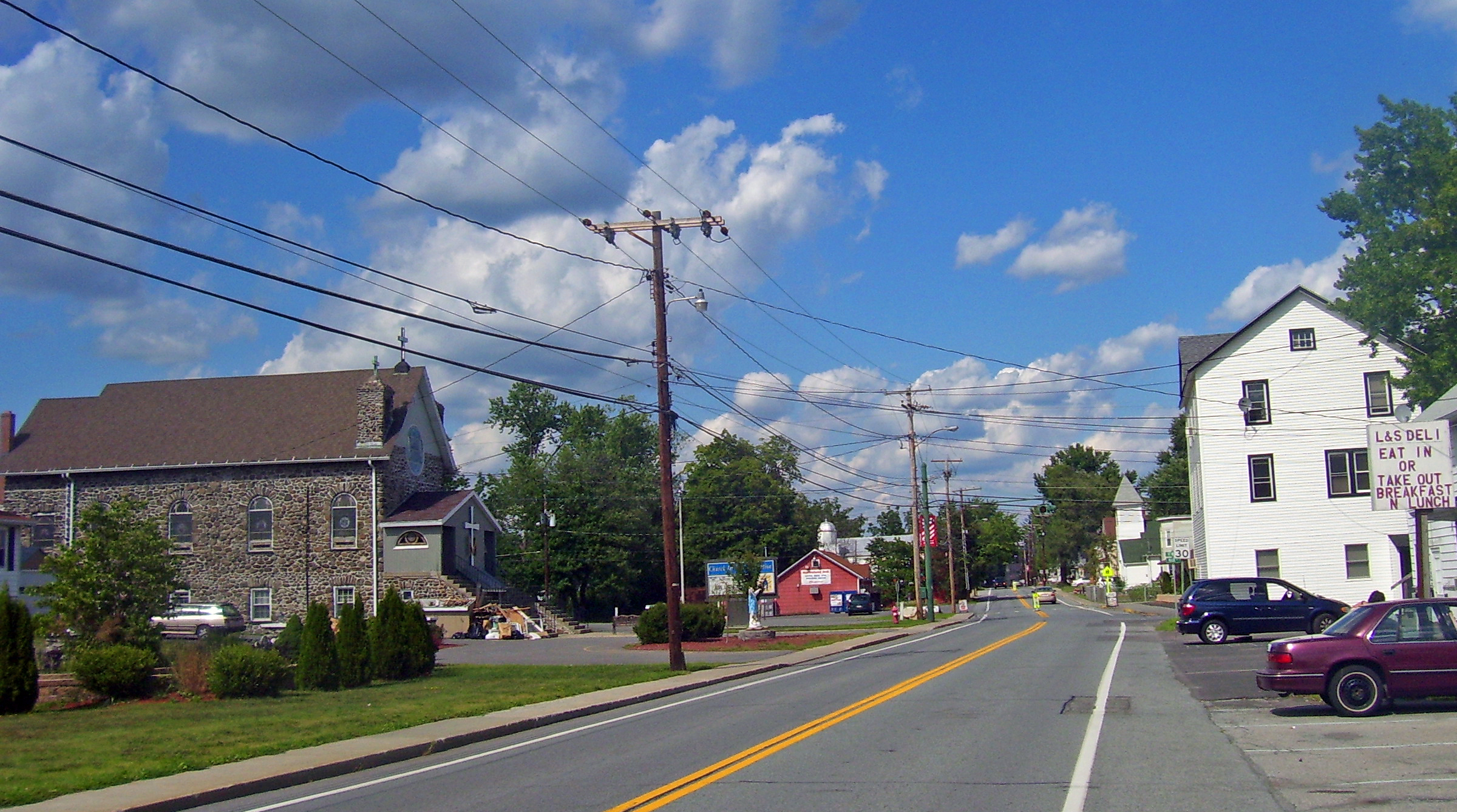
Maybrook
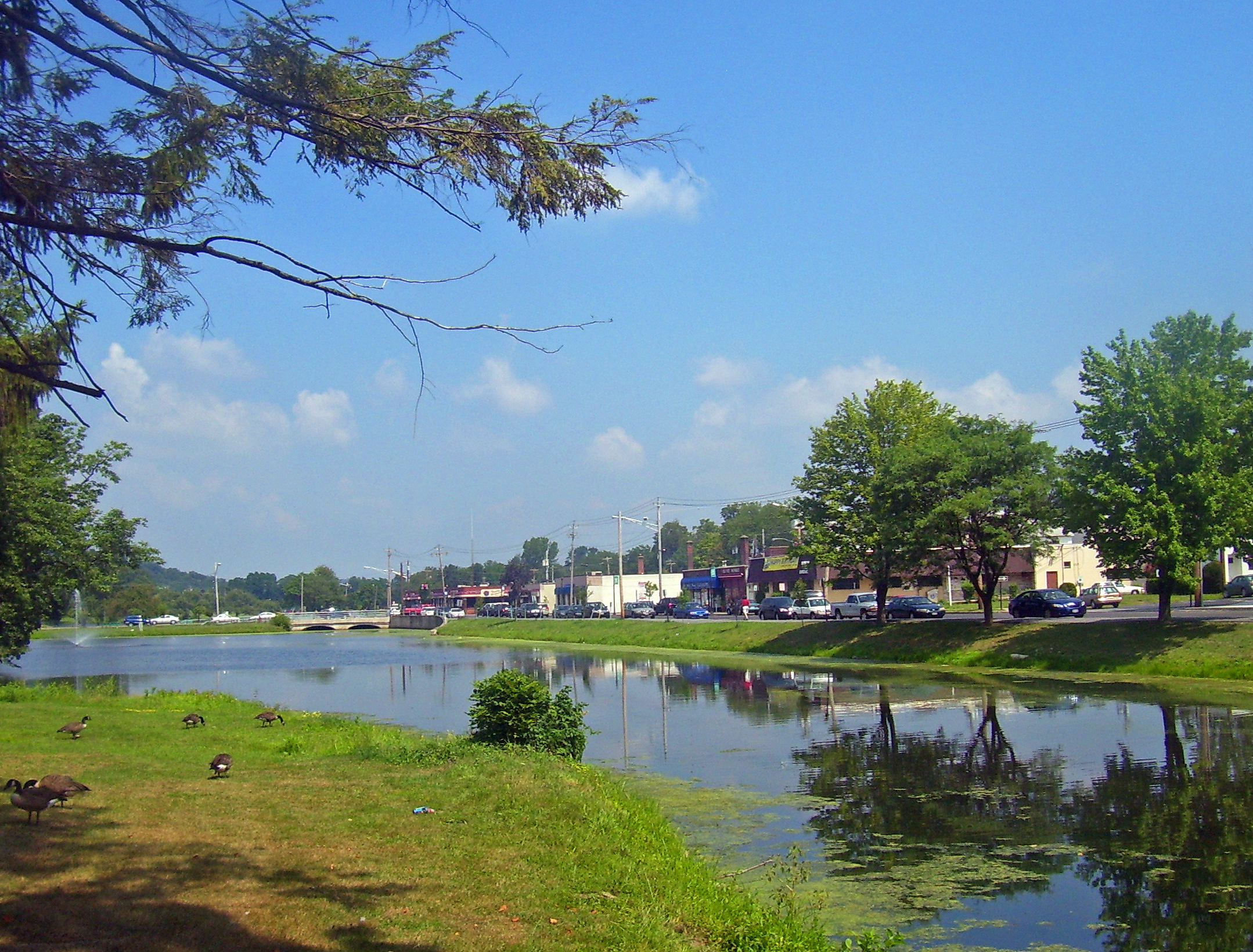
Monroe
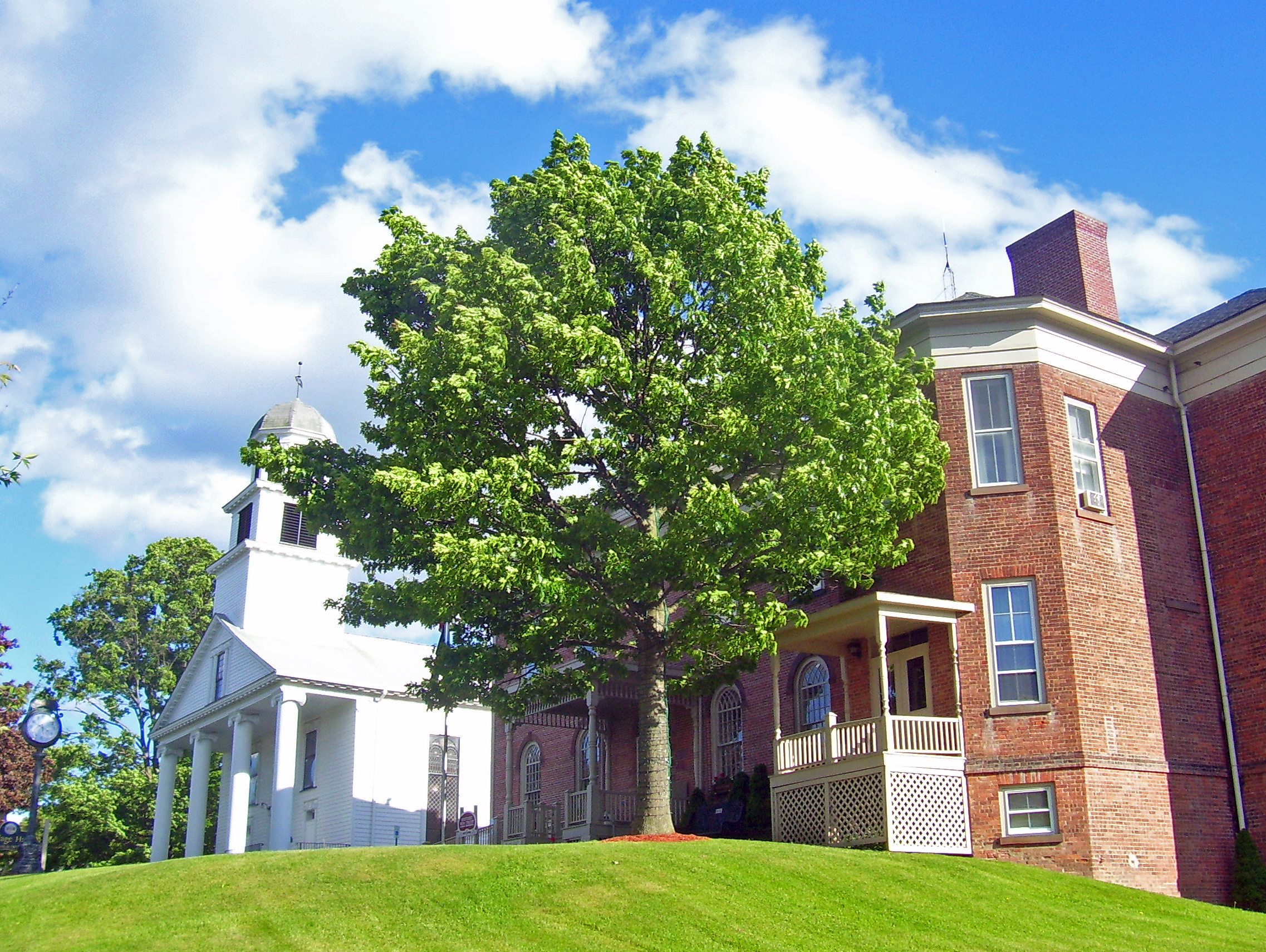
Montgomery
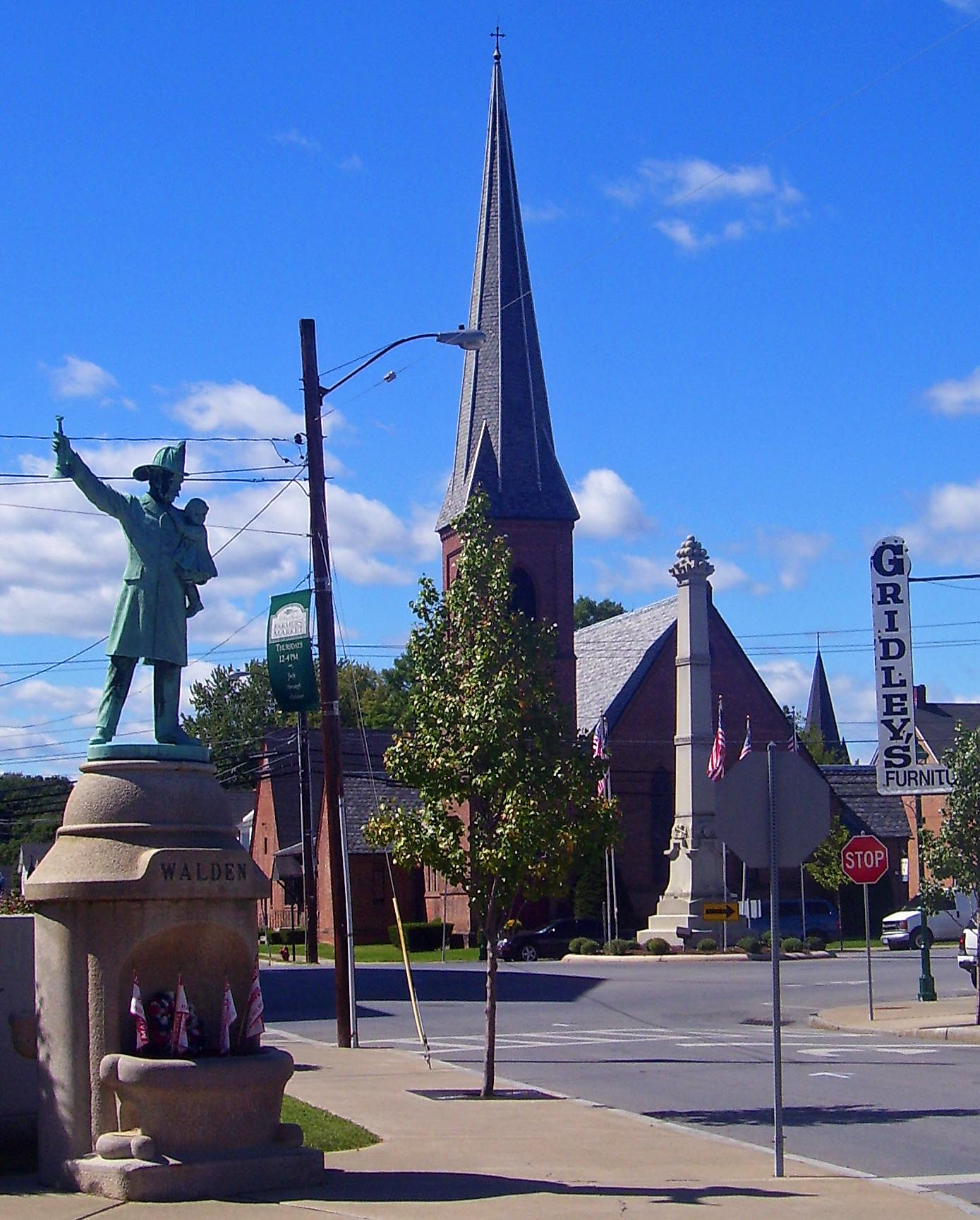
Walden
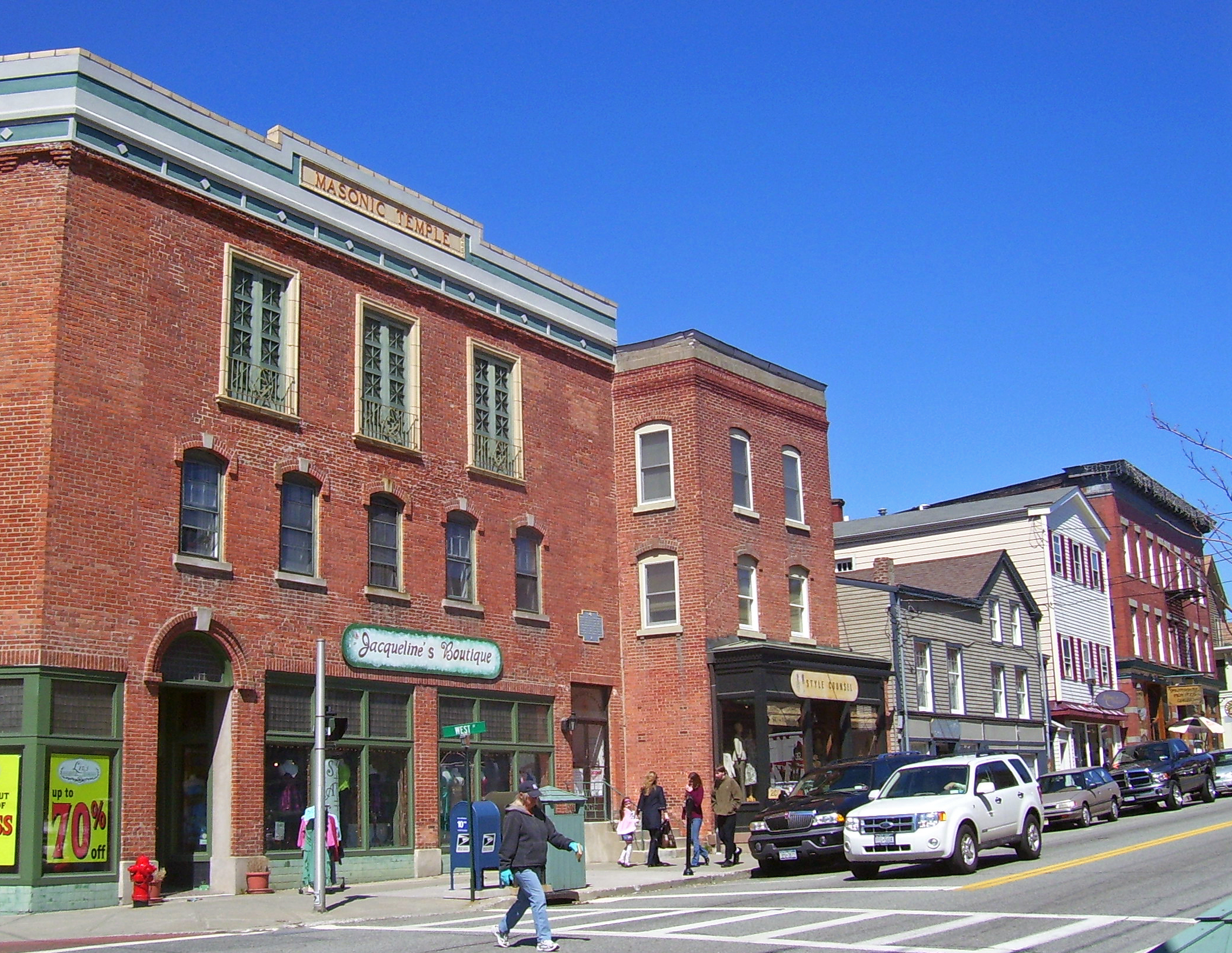
Warwick
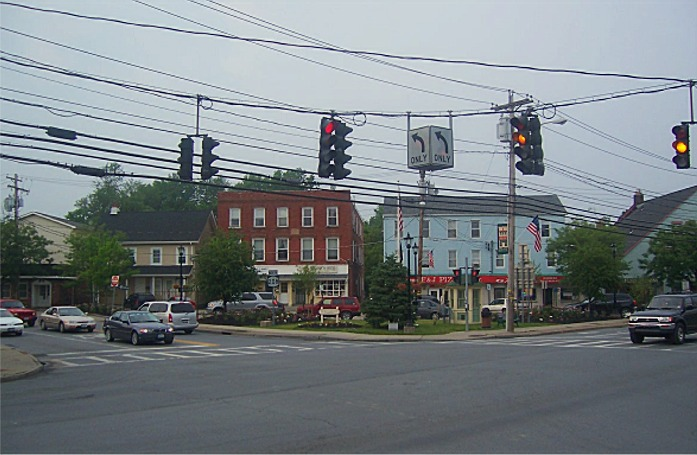
Washingtonville
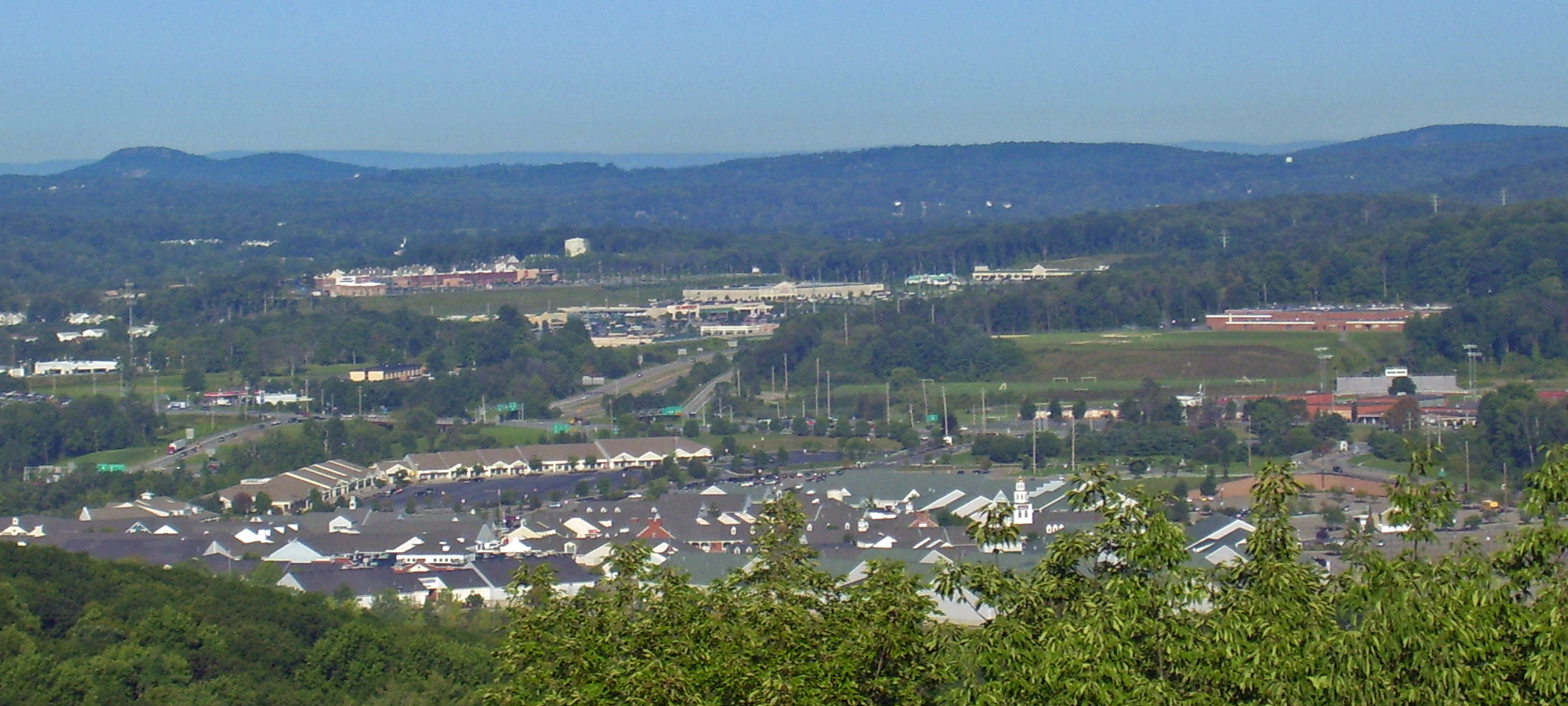
Woodbury